# Санта Марија дел Монте (Римини)
Санта Марија дел Монте је насеље у Италији у округу Римини, региону Емилија-Ромања.
Према процени из 2011. у насељу је живело 760 становника. Насеље се налази на надморској висини од 183 м.